# Ван Лу
Ван Лу (кит. упр. 王履, 1332—1383) — китайский художник, писатель, поэт времён империи Мин.

## Жизнеописание
Родился 1332 в Куньшань (недалеко от Сучжоу). О его жизни известно мало. Некоторое время был сельским врачом и учителем. С началом ослабления власти монголов, нарастания сопротивления против них, Ван Лу перебирается в Сучжоу, который был одним из центров культуры времён династии Юань. Со временем большее внимание уделяет рисованию. В то же время старался не вмешиваться в политические события. Впрочем, после установления новой династии Мин не захотел перейти к ней на государственную службу, оставаясь свободным, путешествующим художником. Умер в 1383 году, но о месте его смерти нет сведений.

## Творчество
Как художник, Ван Лу не стал слепо следовать мастерам Юань, а сделал упор на живопись с натуры. Кроме того, он взял на вооружение решительный стиль письма, присущий пейзажистам Южной Сун. В 1383 году он поехал в район горы Хуа, где взобрался на вершину, и за одну поездку из-под его кисти вышло 40 картин «Гора Хуа». Сегодня часть из них хранится в музее Императорского дворца в Пекине, а часть — в музее Шанхая.
В своём трактате «Вводный курс горы Хуа» Ван Лу сначала говорит о необходимости донести до предполагаемого зрителя «тему» картины. В каждом произведении должна быть своя «тема», без которой «форма» ничего не значит, поскольку «форма» призвана выражать «тему». Хороший художник — это тот, чья «форма» проникнута «темой». «Я придерживаюсь своего внутреннего видения, которое следует за моим взглядом, а мой взгляд направлен на гору Хуа», — говорит он в завершении. Это впоследствии стало очень ходовой цитатой среди художников. И хотя здесь налицо отголосок выражения Чжан Цзао («Я придерживаюсь мира, который меня окружает, но мой внутренний мир внутри меня»), в нём Ван Лу чётко показывает, что в живописи, как и в жизни, глаза является связью между образами внешнего восприятия мира и внутреннего восприятия разумом. Важность внимательного наблюдения и тщательного изучения в пейзажной живописи переоценить невозможно.